# Орао је слетео (филм)
Орао је слетео (дистрибуисан и под називом Ноћ орлова, енгл. The Eagle Has Landed) је ратни филм у режији Џона Старџеса, снимљен према истоименом бестселеру Џека Хигинса.

## Радња
Након што су успешно обавили операцију спасавања Мусолинија из савезничког заточеништва, Немци одлучују да киднапују британског премијера Винстона Черчила. Високи војни званичник даје наредбу пуковнику Радлу (Роберт Дувал), да одабере људе кадре за спровођење овакве акције.
Радл бира двојицу врсних немачких командоса, својеглавог Штајнера (Мајкл Кејн) и Ирца Лијама (Доналд Садерланд), који с нестрпљењем ишчекује да се суочи са Енглезима. Њихов главни циљ је да отму икону британске дипломатије и на тај начин промене ток рата.
Редитељ Старџес је отишао корак даље од Хигинса, приказавши Черчила као најгору кукавицу, због чије безбедности гине на хиљаде људи.
Немачки падобранци, маскирани у пољске униформе, спуштени су на енглеско тло. У почетку је све текло по плану све док нису били откривени и то својим неспретношћу.
Штајнер се није хтео повући необављеног посла, те се, наоружан пиштољем, приближио Черчиловој резиденцији.
У филму су немачки војници приказани као часни хуманисти, увек спремни на ризик, те као високоморални борци који се прекинули акцију да не би угрозили животе енглеске деце.